# جوایز آرتیست آسیا
جوایز آرتیست آسیا (انگلیسی: Asia Artist Awards; کره‌ای: 한국어
아시아 아티스트 어워즈) (اختصاری AAA) مراسم اعطای جوایز در کره جنوبی است که توسط روزنامه تجاری مانی تودی و برندهای رسانه‌ای جهانی آن، استارنیوز و ام‌تی‌ان برگزار می‌شود. این مراسم به دستاوردهای برجسته و مشارکت بین‌المللی هنرمندان آسیایی در تلویزیون، فیلم و موسیقی می‌پردازد. مراسم آغازین در ۱۶ نوامبر ۲۰۱۶ در تالار صلح دانشگاه کیونگ هی در سئول برگزار شد و پخش زنده از طریق ماهواره در سراسر آسیا پخش شد.
ششمین مراسم جوایز آرتیست آسیا در ۲ دسامبر ۲۰۲۱ در کی‌بی‌اس آرنا، سئول برگزار شد. میزبانان این مراسم لیتوک و جانگ وون-یونگ بودند.

## مراسم‌ها
| سری   | تاریخ          | محل اجرا                    | شهر                | میزبان                | منبع        |
| ----- | -------------- | --------------------------- | ------------------ | --------------------- | ----------- |
| اول   | ۱۶ نوامبر ۲۰۱۶ | تالار صلح دانشگاه کیونگ هی  | سئول، کره جنوبی    | لیتوک و لی شی-یونگ    | [ ۱ ]       |
| دوم   | ۱۵ نوامبر ۲۰۱۷ | سالن ورزشی دانشجویان جامشیل | سئول، کره جنوبی    | لیتوک و لی ته ایم     | [ ۲ ]       |
| سوم   | ۲۸ نوامبر ۲۰۱۸ | سالن ورزشی نام‌دونگ          | اینچئون، کره جنوبی | لیتوک و لی سونگ کیونگ | [ ۳ ] [ ۴ ] |
| چهارم | ۲۶ نوامبر ۲۰۱۹ | ورزشگاه ملی می دین          | هانوی، ویتنام      | لیتوک و لیم جی یون    | [ ۵ ]       |
| پنجم  | ۲۸ نوامبر ۲۰۲۰ |                             |                    | لیتوک و پارک جو-هیون  | [ ۶ ]       |
| ششم   | ۲ دسامبر ۲۰۲۱  | کی‌بی‌اس آرنا                 | سئول، کره جنوبی    | لیتوک و جانگ وون یونگ | [ ۷ ]       |

## بیشترین برد
| جایگاه | گیرنده‌ها                                                            | بردها |
| ------ | ------------------------------------------------------------------- | ----- |
| اول    | بی‌تی‌اس                                                              | ۱۲    |
| دوم    | سونتین اکسو توایس                                                   | ۹     |
| سوم    | یونا                                                                | ۷     |
| چهارم  | کانگ دنیل                                                           | ۶     |
| پنجم   | گات‌سون مامامو سوپر جونیور آی‌یو زیکو وانا وان استری کیدز جونگ هه این | ۵     |
| ششم    | مونستااکس ریو جون یول لی بیونگ هون مومولند لی جونگ جه               | ۴     |